# 石狩市立紅南小学校
石狩市立紅南小学校（いしかりしりつこうなんしょうがっこう）は、北海道石狩市花川北1条に所在する公立小学校。

## 沿革
1985年1月、開校告示された。3月に宅地造成で児童増加に伴い、児童1,490名だった紅葉山小学校（児童520名移籍）と、昨年、児童1,174名だった南線小学校（児童277名移籍）から分離し「石狩町立紅南小学校」が開校した。
- 1985年（昭和60年）- 開校告示、石狩町立紅南小学校が開校、特殊学級（2学級）設置、校歌完成[1]。
- 1987年（昭和62年）- 校区変更[注 1][1]。
- 1988年（昭和63年）- 校舎増築完成（普通教室2、オープンスペースほか）[1]
- 1996年（平成8年）- 市制施行により石狩市立紅南小学校に改称。
- 2005年（平成17年）- セーフティーネット紅南を設立[1]。
- 2010年（平成22年）- 総務省フューチャースクール実証校に決定[1]。
- 2015年（平成27年）- 学校司書を配置、特別支援学級（肢体不自由）を開設[1]。
- 2021年（令和3年）- GIGAスクール構想開始[1]。

## 教育目標
- 自ら考える子ども[5]
- 思いやりのある子ども[5]
- ねばり強くやりぬく子ども[5]
- 進んでからだをきたえる子ども[5]

## 表彰
- 北海道花いっぱいコンクール
  - 最優秀賞 1回（2012年）[1]
  - 優良賞 1回（2007年）[1]
  - 奨励賞 1回（2006年）[1]
- 石狩市花壇コンクール
  - 最優秀賞 5回（1998年、2004年、2006年 - 2007年、2019年）[1]
  - 優秀賞 6回（2005年、2008年 - 2010年、2012年、2015年）[1]

## 通学区域
通学区域は以下の通り。
- 花川北1条5丁目 - 6丁目
- 花川北2条5丁目 - 6丁目
- 花川北3条4丁目 - 6丁目
- 花川南1条3丁目 - 6丁目
- 花川南2条3丁目 - 6丁目
- 花川南3条3丁目 - 5丁目
- 花川南4条4丁目 - 6丁目
- 花川

## 進学先中学校
- 石狩市立花川北中学校

## 交通アクセス
- 北海道中央バス （麻17）南花畔通線「紅南小学校前」停留所下車、徒歩5分[7]。